# Estación de Juncal
La Estación Ferroviaria de Juncal, más conocida como Estación de Juncal, es una infraestructura ferroviaria de la Línea del Duero, que sirve a parroquias de Paredes de Viadores, en el Distrito de Porto, en Portugal.

## Características

### Localización y accesos
Se encuentra junto a la localidad de Paredes de Viadores, con acceso por la Calle del Juncal.

### Descripción física
En enero de 2011, presentaba 2 vías de circulación, ambas con 362 metros de longitud; solo tenía una plataforma, con 115 metros de longitud, y una altura de 30 centímetros.

### Servicios
La estación solo es utilizada por servicios Regionales de la operadora Comboios de Portugal.